# Nibelungenlauf

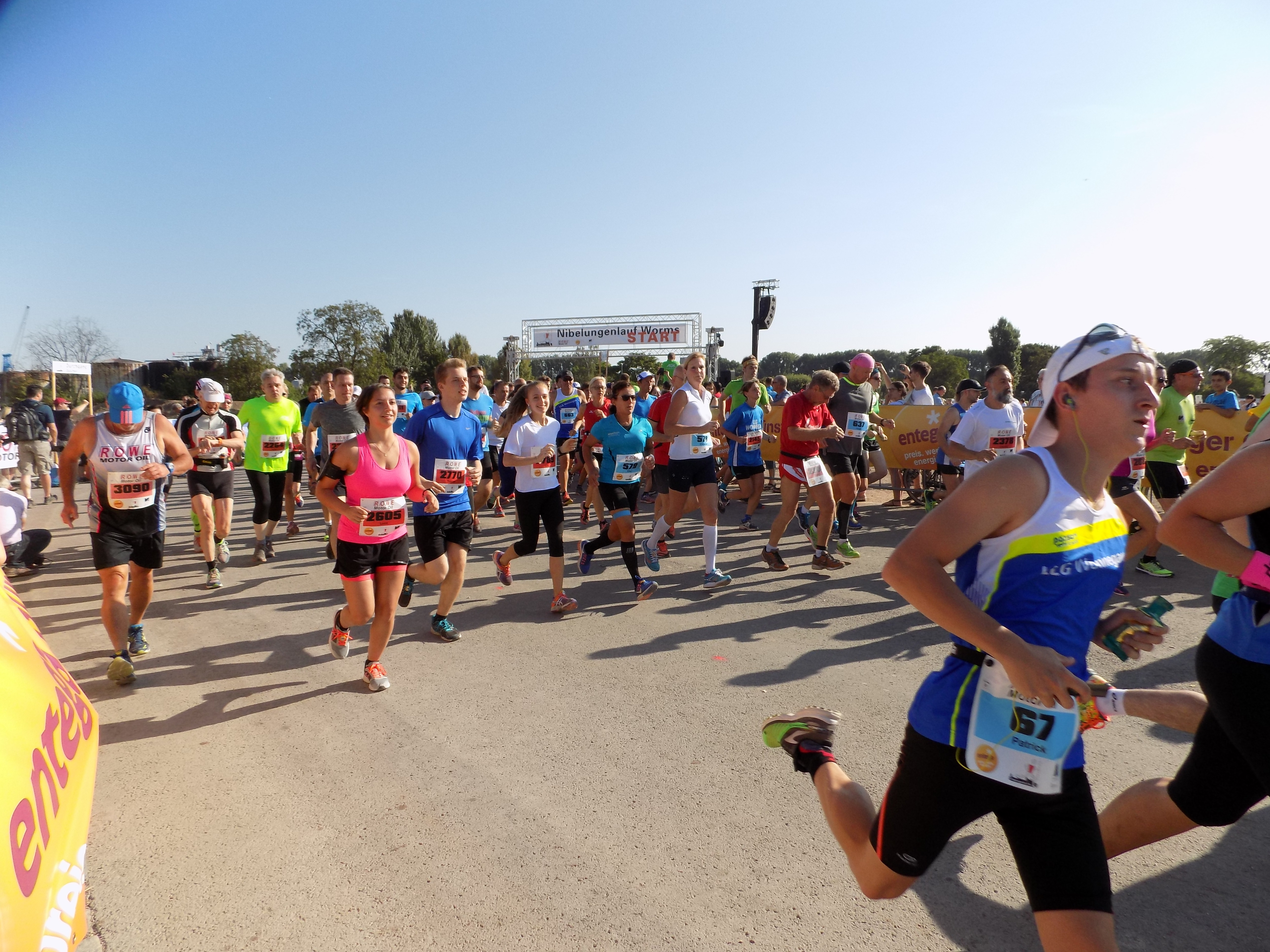
Nibelungenlauf 2016 Startfeld

Der Nibelungenlauf ist eine in der rheinland-pfälzischen Stadt Worms einmal jährlich stattfindende Sportveranstaltung. Mit über 2.000 Teilnehmern und 10.000 Besuchern, die teilweise aus dem benachbarten Ausland anreisen, ist die Veranstaltung überregional bedeutend.

## Entwicklung
Die Sportveranstaltung fand erstmals 2004 statt und gliedert sich in einen „Nibelungenlauf“ über 21 bzw. 10 km, einen „Frauenlauf“, einen „Schülerlauf“, einen „Ü60-Lauf“ (jeweils 5 km) und eine Strecke für Walker über 10 km. 2015 waren 2036 Läufer aus 38 Nationen am Start, womit 27.000 Teilnehmer seit dem ersten Lauf, der 2004 stattfand, gezählt wurden. Organisationsleiter ist der Wormser Unternehmer und Ironman-Teilnehmer Dieter Holz.

## Streckenverlauf
Die Strecke führt durch die Wormser Innenstadt und die südlich und außerhalb davon gelegene Bürgerweide. Start und Ziel ist der Festplatz. Die Strecke ist flach, durchgehend asphaltiert und führt an diversen Sehenswürdigkeiten, wie beispielsweise dem Nibelungenmuseum, dem Lutherdenkmal und dem Hagendenkmal vorbei.
Bestzeiten von international bekannten Sportlern wurden von Tinka Uphoff (bei ihrer Teilnahme 2015 beim Lauf über 21 km in 1:20:50) und von Jan Frodeno (2012 bei seinem Lauf über 10 km in 0:31:17) aufgestellt. Uphoff nahm zwar auch 2016 am Nibelungenlauf teil, konnte ihren eigenen Rekord jedoch aufgrund krankheitsbedingter Beschwerden nicht toppen. Den Lauf über 21 km gewann 2016 der Luxemburger Pitt Schneider in 1:17:06 und konnte damit nur knapp an den Streckenrekord des Wormsers Santino Miskovic von 1:16:24 anknüpfen, der 2016 jedoch nicht antrat.

## Sponsoren
Die Sportveranstaltung erfährt Förderungen von Hauptsponsoren wie Renolit, Rowe Mineralölwerk, Entega und weiteren, teils örtlich ansässigen Unternehmen.